# Daphnedale Park
Daphnedale Park est une census-designated place située dans le comté de Modoc, dans l’État de Californie, aux États-Unis. Sa population était de 184 habitants lors du recensement de 2010.

## Source
- (en) Cet article est partiellement ou en totalité issu de l’article de Wikipédia en anglais intitulé « Daphnedale Park, California » (voir la liste des auteurs).